# A Wife's Sacrifice
A Wife's Sacrifice è un film muto del 1916 sceneggiato e diretto da J. Gordon Edwards. Ne erano interpreti Genevieve Hamper e Robert B. Mantell, due famosi attori teatrali che, nella vita, erano marito e moglie. Nel ruolo della contessa de Moray, un'altra nota attrice di teatro, la canadese Genevieve Blinn, qui al suo debutto sullo schermo.

## Trama
Per poter ereditare venti milioni di franchi, i fratelli Gorgone e Peppo distruggono i certificati di morte dei due fratelli Palmieri, morti a Calcutta, e ne assumono l'identità. A Parigi, la bella Gorgone cerca di sedurre il ricco conte de Moray, un diplomatico appena tornato dall'India. Quando la moglie del conte impegna una preziosa collana per poter pagare un debito di gioco di Robert Burel, figlio illegittimo di sua madre, Gorgone - avvisata da Peppo - convince il conte che sua moglie ha un amante. Credendo nella colpevolezza di Robert, de Moray gli spara, divorzia dalla moglie e, poi, sposa Gorgone.
Dall'India, insieme al fidanzato Elliott Drake, arriva Pauline, la figlia di de Moray. Il conte, che si trova in grosse difficoltà finanziarie, sta per andare in rovina: Pauline, per salvarlo, acconsente a sposare Peppo. Intanto la contessa induce sua madre a confessare la verità, cioè che Burel era il suo fratellastro e, di conseguenza, non poteva essere il suo amante. Drake, il fidanzato di Pauline, prova invece che Gorgone e Beppo non sono i fratelli Palmieri, ma solo due impostori. Beppo si avvelena, mentre Gorgone, cercando di uccidere il conte, si pugnala da sola.

## Produzione
Il film fu prodotto dalla Fox Film Corporation. Venne girato negli studi della Fox di Kingston, in Giamaica.

## Distribuzione
Distribuito dalla Fox Film Corporation, il film - presentato da William Fox - uscì nelle sale cinematografiche USA il 26 marzo 1916.